# مات تايلور (سياسي)
مات تايلور (بالإنجليزية: Matt Taylor)‏ هو سياسي أسترالي، ولد في 4 مارس 1973 في أستراليا. حزبياً، نشط في الحزب الليبرالي الأسترالي. وقد انتخب عضو الجمعية التشريعية لأستراليا الغربية عن دائرة Electoral district of Bateman ‏ (9 مارس 2013 – 11 مارس 2017).